# Lakhdar Litim
Lakhdar Litim (arab. لخضر ليتيم, ur. 26 lutego 1988) – marokański piłkarz, grający jako lewy obrońca.

## Kariera klubowa

### Początki
Jego pierwszym klubem była Mouloudia Wadżda. 1 lipca 2010 roku przeszedł do Wydadu Casablanca. 1 stycznia 2011 roku został zawodnikiem Moghrebu Tétouan.

### Chabab Rif Al Hoceima
1 lipca 2011 został zawodnikiem Chababu Rif Al Hoceima. W tym zespole zadebiutował 5 listopada 2011 roku w meczu przeciwko Wydadowi Fès (wygrana 4:0). Wszedł na boisko w 87. minucie, zszedł Kourouma Fatoukouma. W sezonie 2011/2012 zagrał 6 spotkań. W sezonie 2012/2013 wystąpił w 15 meczach. Sezon 2013/2014 zakończył z 12 meczami na koncie. Łącznie zagrał 33 mecze w barwach zespołu z Al-Husajmy.
1 lipca 2016 roku odszedł z Chababu, następnie zakończył karierę.